# 国鉄タム8200形貨車
国鉄タム8200形貨車（こくてつタム8200がたかしゃ）は、かつて日本国有鉄道（国鉄）及び1987年（昭和62年）4月の国鉄分割民営化後は日本貨物鉄道（JR貨物）に車籍を有したタンク車である。
本形式と同一の専用種別であるタ4200形についても本項目で解説する。

## タム8200形
本形式は、リン酸専用の15 t 積二軸ボギータンク車として1962年（昭和37年）3月14日から1965年（昭和40年）11月27日にかけて3両（タム8200 - タム8202）が三菱重工業にて製作された。
本形式の他にリン酸を専用種別とする形式は、タ4200形（1両）、タキ1200形（初代）（1両）、タキ1250形（8両）、タキ3650形（1両）、タキ11200形（14両）、タキ11300形（2両）、タキ17400形（2両）の7形式がある。
1979年（昭和54年）10月より化成品分類番号「侵80」（侵食性の物質、腐食性物質、危険性度合3（小））が標記された。
荷役方式は上入れ、上出し式であるがS字管は装備されていない。
所有者は東洋曹達工業1社のみであり、その常備駅は周防富田駅（その後1980年（昭和55年）10月1日新南陽駅に改名）であった。
塗色は、黒であり、全長は7,200 mm、全幅は2,487 mm、全高は3,365 mm、軸距は3,600 mm、自重は9.7 t、換算両数は積車2.4、空車1.0、最高運転速度は75 km/h、車軸は12 t長軸であった。
1987年（昭和62年）4月の国鉄分割民営化時には2両（タム8200・タム8201）がJR貨物に継承され、1995年（平成7年）1月に2両そろって廃車になり同時に形式消滅となった。

## タ4200形
1963年（昭和38年）2月4日にタム400形より1両（タム1456）の専用種別が濃硫酸よりリン酸へ変更され、これに伴い形式名もタ4200形へと変更された。
所有者は日東化学工業であり、その常備駅は湊駅であった。
改造より約5年後の1968年（昭和43年）9月30日に廃車となり同時に形式消滅となった。